# Vimos-Lhe Cantar os Reis
"Vimos-lhe cantar os Reis" é uma cantiga de Reis tradicional portuguesa originária de Balões, Vila Verde. Foi publicada por Gonçalo Sampaio em 1940 no "Cancioneiro Minhoto". Posteriormente, partindo dessa publicação, o compositor português Fernando Lopes-Graça arranjou a melodia e utilizou-a como movimento da sua Segunda Cantata do Natal, terminada em 1961. É a única obra musical de proveniência minhota de ambas as cantatas do Natal de Lopes-Graça.

## Letra

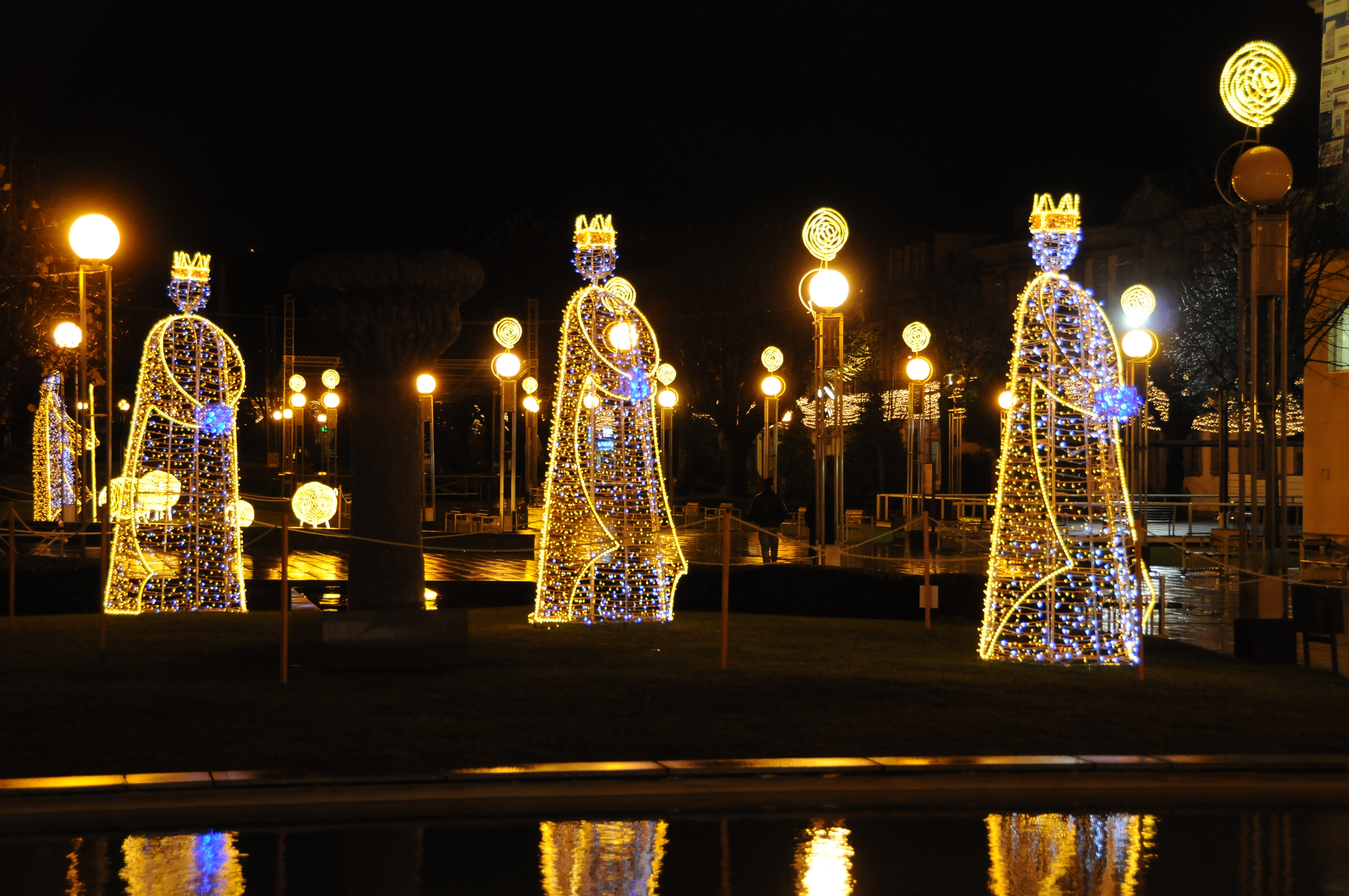
Representação dos três Reis Magos na iluminação de Natal da cidade de Braga.

A letra desta cantiga de Reis do Minho, na versão de Fernando Lopes-Graça consiste apenas numa quadra muito simples (bastante vulgarizada pelo resto do país) em que cada verso é repetido:

## Discografia
- 1964 — Fernando Lopes-Graça Second Christmas Cantata. Coro da Academia de Amadores de Música. Decca / Valentim de Carvalho. Faixa 13.
- 1979 — Fernando Lopes-Graça Segunda Cantata do Natal. Choral Phidellius. A Voz do Dono / Valentim de Carvalho. Faixa 13.
- 1995 — Um cantinho do céu. Diana Lucas. Movieplay. Faixa 1: "Vimos-lhe cantar os reis".
- 2012 — Fernando Lopes-Graça Obra Coral a capella  - Volume II. Lisboa Cantat. Numérica. Faixa 13.[2]